# Bjarne Rostvold
Bjarne Rostvold (* 18. August 1934 in Gentofte; † 12. Juli 1989) war ein dänischer Schlagzeuger und Perkussionist, der hauptsächlich im Jazzbereich tätig war.

## Leben und Wirken
Rostvold begann seine Karriere mit 19 Jahren bei Ib Glindemann, um dann bei Jørn Grauengaard zu spielen. Ab 1961 legte er Aufnahmen mit seinem eigenen Trio (mit Bent Axen und Erik Moseholm) vor, das er auch mit Allan Botschinsky zum Quartett erweiterte. Zwischen 1965 und 1978 gehörte er zu der Danish Radios Jazz Group, seit den 1970er Jahren auch zum Trio von Finn Savery. Weiter trat er mit Stan Kenton (Stan Kenton with the Danish Radio Big Band), Pedro Biker (Evergreens in Danish Design), Clark Terry, Ben Webster, Svend Asmussen, Stuff Smith (Hot Violin), Jørgen Ingmann, Bent Jædig, Jens Søndergaard und Phineas Newborn auf.
Als Studiomusiker nahm er mit den Strawbs das Album 1969 Dragonfly auf. Tom Lord verzeichnet in seiner Jazz Discography seit 1958 132 Aufnahmen von Rostvold.

## Diskographische Hinweise
- Jazz Journey (Hit Records 1961)
- Triple Action (Hit 1962, mit Allan Botschinsky, Niels-Henning Ørsted Pedersen)
- Tricotism (RCA 1963, mit Allan Botschinsky, Niels-Henning Ørsted Pedersen)
- Switch (Odeon 1966, mit Allan Botschinsky, Ray Pitts, Kenny Drew, Niels-Henning Ørsted Pedersen)
- Trouble (Telefunken 1970, mit Allan Botschinsky, Ray Pitts, Ole Kock Hansen, Ole Berndorf, Niels-Henning Ørsted Pedersen)
- Spotlight (Metronome 1981, mit Tim Hagans, Jan Zum Vohrde, Thomas Clausen, Mads Vinding)
- Putte Wickman, Butch Lacy, Klavs Hovman, Bjarne Rostvold Songs Without Words (Zenith 1986)
- Late Night Ceremony (Stunt 1986, mit Lars Togeby, Jan Zum Vohrde, Jørgen Emborg, Klavs Hovman)